# Brachionycha atossa
Brachionycha atossa là một loài bướm đêm trong họ Noctuidae.